# Donald capitaine des pompiers
Série Donald Duck
Pour plus de détails, voir Fiche technique et Distribution.
Donald capitaine des pompiers (titre original : Fire Chief) est un court métrage d'animation américain réalisé par Jack King, produit par les studios Disney avec Donald Duck, sorti le 13 décembre 1940.

## Synopsis
Donald et ses neveux, Riri, Fifi et Loulou, forment l'équipe de pompiers de la caserne mais Donald met accidentellement le feu à la caserne...

## Fiche technique
- Titre original : Fire Chief
- Titre français : Donald capitaine des pompiers
- Série : Donald Duck
- Réalisation : Jack King
- Scénario : Carl Barks, Jack Hannah
- Animation : Ed Love
- Musique : Paul J. Smith
- Production : Walt Disney
- Société de production : Walt Disney Productions
- Société de distribution : RKO Radio Pictures
- Format : Couleur (Technicolor) - 1,37:1 - Son mono (RCA Sound System)
- Durée : 8 min
- Langue : Anglais
- Pays :  États-Unis
- Dates de sortie : 
  - États-Unis : 13 décembre 1940[1]

## Voix originales
- Clarence Nash : Donald Duck / Huey (Riri) / Dewey (Fifi) / Louie (Loulou)

## Voix françaises
Ce cartoon était exploité dans Mickey, Donald, Pluto et Dingo en vacances en 1974, mais laissé en VO et doublé en 1989.
- Sylvain Caruso : Donald Duck, Riri, Fifi et Loulou

## Titre en différentes langues
Source IMDB :
- Danemark : Anders And som brandmand
- Finlande : Palopäällikkö
- Italie : Il capo dei pompieri
- Suède : Kalle Anka som brandsoldat

## Sorties DVD
- Les Trésors de Walt Disney : Donald de A à Z, 1re partie (1934-1941).